# Eskilsby och Snugga
Eskilsby och Snugga est une localité de Suède située dans la commune de Härryda du comté de Västra Götaland. Elle couvre une superficie de 0,67 km2. En 2010, elle compte 220 habitants.